# Zalepidota tavaresi
Zalepidota tavaresi är en tvåvingeart som först beskrevs av Jean-Jacques Kieffer 1913.  Zalepidota tavaresi ingår i släktet Zalepidota och familjen gallmyggor. Inga underarter finns listade i Catalogue of Life.